# Höd
Höd (nórdico antiguo: Höðr) fue un rey vikingo que gobernó el reino de Hadeland, Noruega. Según Hversu Noregr byggdist era el padre del legendario héroe Hothbrodd.